# Шебеник
Шебеник (алб. Shebenik) — гора, розташована на північному сході муніципалітету Лібражд, у східній Албанії. Утворюючи центральну частину Національного парку Шебеник, гора оточена верхньою долиною Шкумбіні на заході, долиною Рапуні на північному заході та Ябланицею на півдні. Її найвища вершина, Мая-е-Шебеникут, досягає висоти 2 265 м.

## Геологія
Складена переважно з ультраосновних порід, гора має різноманітні льодовикові форми рельєфу, такі як долини, цирки та льодовикові озера, що підіймаються вище 1 600 м. Звідси беруть свій початок притоки річки Шкумбіні — Буштріче та Карріште, які є притоками річки Шкумбіні.

## Біорізноманіття
Рослинність переважно складається з букових та дубових лісів. Чагарники можна знайти в нижніх регіонах, тоді як альпійські пасовища вкривають гірський хребет. У лісах Карріште мешкає різноманітна колекція диких тварин, включаючи ведмедів, кабанів, косуль, куниць і диких голубів.
Гора багата на залізо-нікелеві та хромові руди, які видобувають у шахтах Буштріче та Пішкаша.